# 末藤崇成
末藤 崇成（すえとう たかなり、1989年2月2日 - ）は、佐賀県出身のサッカー指導者。既婚。

## 来歴
白鷗大学教育学部で楠瀬直木の指導を受け、進路を教師からサッカー指導者に切り替え筑波大学大学院に進学。ジュニア年代のコーチを経て、2015年よりサガン鳥栖テクニカルコーチを務める。2019年・2020年は、筑波大大学院時に交流のあった大槻毅に請われ浦和レッズトップチームで山田栄一郎と共に分析担当を務めた。大槻の退任後は再び鳥栖に戻り、現在同クラブU-18コーチ。

## 指導歴
- ヴェルディSS小山 コーチ
- - 2014年  FC町田ゼルビア ジュニアユースコーチ
- 2015年 - 2017年  サガン鳥栖 テクニカルコーチ
- 2018年  浦和レッドダイヤモンズ ユースコーチ[5]
- 2019年 - 同年5月  浦和レッドダイヤモンズ ジュニアユースコーチ(U-13)
- 2019年5月 - 2020年  浦和レッドダイヤモンズ コーチ（分析担当）
- 2021年 -  サガン鳥栖 U-18コーチ